# Softball na Letniej Uniwersjadzie 2007
Wyniki zawodów w softballa, jakie zostały rozegrane podczas Letniej Uniwersjady w Bangkoku. Zawody odbywały się w dniach 11 - 17 sierpnia na dwóch obiektach: Srinakharinwirot University i Thammasat University.

## Medaliści
| Konkurencja    |        |                 |         |
| -------------- | ------ | --------------- | ------- |
| Turniej kobiet | Kanada | Chińskie Tajpej | Japonia |

## Mecze finałowe

### Półfinały
- Kanada −  Chińskie Tajpej (2-1)
- Japonia −  Australia (3-2)

### Mecz o finał
- Chińskie Tajpej −  Japonia (7-0)

### Finał
- Kanada −  Chińskie Tajpej (5-4)

## Tabela końcowa
| Poz. | Drużyna           | Mecze | Wygrane | Przegrane |
| ---- | ----------------- | ----- | ------- | --------- |
|      | Kanada            | 7     | 7       | 0         |
|      | Chińskie Tajpej   | 8     | 5       | 3         |
|      | Japonia           | 8     | 4       | 4         |
| 4    | Australia         | 7     | 4       | 3         |
| 5    | Korea Południowa  | 6     | 4       | 2         |
| 6    | Stany Zjednoczone | 6     | 3       | 3         |
| 7    | Włochy            | 5     | 2       | 3         |
| 8    | Tajlandia         | 5     | 1       | 4         |
| 9    | Czechy            | 5     | 1       | 4         |
| 10   | Południowa Afryka | 5     | 0       | 5         |